# Dark Matters
Dark Matters — девятый студийный альбом финской рок-группы The Rasmus, выпущенный в Финляндии 6 октября 2017 года.
В альбоме преобладают композиции музыкальных жанров от электропопа до электронного рока, хотя в целом сохраняют классический стиль альтернативного рока.

## Об альбоме
Первоначальной датой выпуска альбома группа объявила 22 сентября 2017 года, но впоследствии дата релиза была перенесена на 6 октября 2017 года. Альбом выпущен на лейбле Playground Music, на котором группа записывалась в 2001—2011 годах. Комментируя выход альбома, солист группы Лаури Юлёнен сказал, что «идея новых песен состояла в том, чтобы создать такую музыку, которую мы сами хотели бы услышать, мы не забыли нордическую меланхолию, но также наши новые песни имеют огромное количество влияний. Dark Matters — это как американские горки с множеством разных тем и личных чувств».
В поддержку альбома было снято несколько видео. Клип «Wonderman», снятый режиссёром Джесси Хааджа, был представлен на YouTube 26 сентября 2017 года. 1 декабря того же года было выпущено официальное видео «Silver Night» (режиссёр — Веса Мэннинен), в котором показывается одинокий робот в доме. Это первое официальное видео, в котором участники группы не появляются.
26 января 2018 года вышел новый официальный клип The Rasmus — «Nothing», снятый басистом группы Ээро Хейноненом. Во время гастролей группы в России в марте того же года группа снимает ещё одно официальное видео — на этот раз на песню «Empire».

## Издание
Альбом издавался в различных вариантах — виниловые пластинки, аудио-CD, MP3-CD (256 и 320 bps). Различные варианты изданий включали в себя: 16-страничный буклет; 4 фотографии и 4 наклейки; стикеры; дополнительные треки.

## Список композиций
| №   | Название                                                                                      | Длительность |
| --- | --------------------------------------------------------------------------------------------- | ------------ |
| 1.  | «Paradise» (Лаури Юлёнен, Паули Рантасалми, Джой Деб, Линни Деб и Антон Хор аф Сегерстад)     | 3:29         |
| 2.  | «Something in the Dark» (Лаури Юлёнен, Паули Рантасалми, Райан Маршалл)                       | 3:30         |
| 3.  | «Wonderman» (Лаури Юлёнен, Паули Рантасалми, Карл Рестиво)                                    | 3:23         |
| 4.  | «Nothing» (Лаури Юлёнен, Паули Рантасалми, Джой Деб, Линни Деб и Антон Хор аф Сегерстад)      | 3:42         |
| 5.  | «Empire» (Лаури Юлёнен, Паули Рантасалми, Джой Деб, Линни Деб и Антон Хор аф Сегерстад)       | 3:32         |
| 6.  | «Crystalline» (Лаури Юлёнен, Паули Рантасалми, Джой Деб, Линни Деб и Антон Хор аф Сегерстад)  | 3:14         |
| 7.  | «Black Days» (Лаури Юлёнен, Джой Деб, Линни Деб и Антон Хор аф Сегерстад)                     | 3:36         |
| 8.  | «Silver Night» (Лаури Юлёнен, Паули Рантасалми, Джой Деб, Линни Деб и Антон Хор аф Сегерстад) | 3:34         |
| 9.  | «Delirium» (Лаури Юлёнен, Паули Рантасалми, Джой Деб, Линни Деб и Антон Хор аф Сегерстад)     | 3:22         |
| 10. | «Dragons into Dreams» (Лаури Юлёнен, Паули Рантасалми, Робин Лернер)                          | 3:33         |

| №   | Название                                                                 | Длительность |
| --- | ------------------------------------------------------------------------ | ------------ |
| 11. | «Supernova» (Лаури Юлёнен, Джой Деб, Линни Деб и Антон Хор аф Сегерстад) | 3:21         |

| №   | Название | Длительность |
| --- | -------- | ------------ |
| 11. | «Drum»   | 3:22         |

| №   | Название    | Длительность |
| --- | ----------- | ------------ |
| 11. | «Teardrops» | 3:15         |
| 12. | «Supernova» | 3:21         |
| 13. | «Drum»      | 3:16         |

В японскую версию альбома, выпущенную лейблом Avalon, дополнительно включены две композиции, также некоторые композиции отличаются от основного варианта своей продолжительностью.
| №   | Название                | Длительность |
| --- | ----------------------- | ------------ |
| 1.  | «Paradise»              | 4:14         |
| 2.  | «Something in the Dark» | 3:31         |
| 3.  | «Wonderman»             | 3:24         |
| 4.  | «Nothing»               | 3:42         |
| 5.  | «Empire»                | 3:32         |
| 6.  | «Crystalline»           | 3:14         |
| 7.  | «Black Days»            | 3:36         |
| 8.  | «Silver Night»          | 3:37         |
| 9.  | «Delirium»              | 3:23         |
| 10. | «Dragons into Dreams»   | 3:36         |
| 11. | «Supernova»             | 3:23         |
| 12. | «Drum»                  | 3:17         |

## В записи участвовали
- Лаури Юлёнен — вокал
- Паули Рантасалми — гитара
- Ээро Хейнонен — бас-гитара
- Аки Хакала — ударные